# FK Rubin Kazany
Az FK Rubin Kazany (oroszul: Футбольный клуб Рубин Казань, tatár nyelven: Рубин футбол клубы, magyar átírásban: Futbolnij Klub Rubin Kazany) egy orosz labdarúgócsapat Kazanyban, a Tatár Köztársaságban. A Rubin sosem szerepelt a szovjet élvonalban, az orosz első osztályba 2003-ban került fel, ahol rögtön a harmadik helyen zárt és azóta is stabil tagja.
A csapat remek rajtot vett a 2008-as kiírásban: első 7 mérkőzését sorban megnyerte – többek között legyőzte az UEFA-kupa-győztes Zenyitet –, ezzel megdöntötte a Gyinamo Moszkva korábbi 6 győzelmes sorozatát. 2008-ban végül – története során először – bajnoki címet ünnepelt. 2009-ben ismét bajnok lett.

## Története
Az Iszkra Kazany néven 1958-ban alapított csapat sosem szerepelt a szovjet élvonalban, az 1960-as–1970-es években negyed-, illetve ötödosztályú csapattal rendelkezett, csak az 1980-as években játszott magasabb osztályban. A Szovjetunió 1992-es felbomlását követően nevet változtatott, és a Rubin csapatát az orosz másodosztályba sorolták, ahonnan 1993-ban – az orosz labdarúgó-bajnokság rendszerének átszervezése után – a harmadosztályba esett ki.
Két sikertelen évet követően 1996-ban a hatodik, majd egy évvel később az első helyen végzett, így négy év után újra az orosz második vonalban szerepelt. A másodosztályban újabb négy év elteltével egy erősebb csapatot szerveztek, amely 2002-ben kiharcolta a Rubin történelmének első élvonalbeli szereplését.
Az első osztályú újonc kazanyi együttes óriási meglepetésre rögtön bronzérmet szerzett, majd a csapat gerincét adó játékosok nevesebb fővárosi egyesületekbe igazoltak. A meggyengült Rubin a következő évadban csak a tizedik helyet szerezte meg, ezért a korábbi sikerek legfőbb kovácsának számító Kurban Berdijev vezetőedző a csapat átszervezésében látta a megoldás kulcsát. A megújított Rubin azóta – a 2007-es szezon kivételével – az orosz élvonal egyik legerősebb csapatának számít, 2008-as idénykezdetükkor megdöntötték a Gyinamo Moszkva 6 mérkőzéses veretlenségi sorozatát.

## Korábbi csapatnevek
- Iszkra (1958–1964)
- Rubin-TAN (1992–1993)
- Rubin (1994 óta)

## Sikerek
- Orosz bajnok: 2 alkalommal (2008, 2009)

## Korábbi eredmények az orosz bajnokságban
| Szezon | Oszt. | Hely | Gy | D  | V  | Gk    | P   |
| ------ | ----- | ---- | -- | -- | -- | ----- | --- |
| 1992   | II.   | 5    | 15 | 9  | 10 | 43–30 | 39  |
| 1993   | II.   | 8    | 19 | 6  | 13 | 48–46 | 44  |
| 1994   | III.  | 15   | 6  | 4  | 22 | 15–65 | 16  |
| 1995   | III.  | 17   | 12 | 6  | 22 | 32–56 | 42  |
| 1996   | III.  | 6    | 24 | 7  | 11 | 66–34 | 79  |
| 1997   | III.  | 1    | 32 | 6  | 2  | 88–22 | 102 |
| 1998   | II.   | 7    | 19 | 6  | 17 | 56–50 | 63  |
| 1999   | II.   | 7    | 18 | 12 | 12 | 56–49 | 66  |
| 2000   | II.   | 3    | 24 | 6  | 8  | 61–28 | 78  |
| 2001   | II.   | 8    | 13 | 7  | 14 | 44–44 | 46  |
| 2002   | II.   | 1    | 22 | 6  | 6  | 51–14 | 72  |
| 2003   | I.    | 3    | 15 | 8  | 7  | 44–29 | 53  |
| 2004   | I.    | 10   | 7  | 12 | 11 | 32–31 | 33  |
| 2005   | I.    | 4    | 14 | 9  | 7  | 45–31 | 51  |
| 2006   | I.    | 5    | 13 | 7  | 10 | 43–37 | 46  |
| 2007   | I.    | 10   | 10 | 5  | 15 | 31–39 | 35  |

## Jelenlegi Játékosok

### Jelenlegi keret
| No. |                  | Poszt | Játékos             |
| --- | ---------------- | ----- | ------------------- |
| 1   | Oroszország      | K     | Szergej Ryzhikov    |
| 2   | Oroszország      | V     | Oleg Kuzmin         |
| 5   | Grúzia           | V     | Solomon Kvirkvelia  |
| 6   | Törökország      | V     | Gökhan Töre         |
| 7   | Oroszország      | V     | Vladislav Kulik     |
| 9   | Oroszország      | V     | Aleksandr Prudnikov |
| 10  | Oroszország      | KP    | Dmitri Torbinski    |
| 14  | Irán             | CS    | Szardar Azmun       |
| 15  | Fehéroroszország | CS    | Syarhey Kislyak     |

| No. |               | Poszt | Játékos            |
| --- | ------------- | ----- | ------------------ |
| 20  | Üzbegisztán   | KP    | Vagiz Galiulin     |
| 21  | Ghána         | KP    | Mubarak Wakaso     |
| 22  | Franciaország | CS    | Chris Maviga       |
| 23  | Finnország    | CS    | Roman Eremenko     |
| 24  | Litvánia      | K     | Giedrius Arlauskis |
| 25  | Spanyolország | KP    | Iván Marcano       |
| 44  | Spanyolország | V     | César Navas        |
| 61  | Törökország   | KP    | Gökdeniz Karadeniz |
| 76  | Oroszország   | V     | Roman Saronov      |
| 66  | Izrael        | KP    | Bibras Natkho      |
| 90  | Franciaország | CS    | Yann M’Vila        |
| 98  | Oroszország   | KP    | Roman Stepin       |
| 99  | Venezuela     | CS    | José Salamon       |

### Híresebb játékosok
- Szerhij Rebrov
- Gökdeniz Karadeniz
- José Salamon
- Christian Ansaldi
- Christian Noboa
- Damani Ralph
- Carlos Eduardo
- Roni

## Vezetőedzők 1988 óta
- Alekszej Szemjonov (1988)
- Ravil Navrozov (1989)
- Ivan Zolotuhin (1990–1991)
- Alekszandr Ivcsenko (1992)
- Viktor Lukasenko (1993)
- Igor Volcsok (1996–1998 májusáig)
- Miodrag Radamović (1998. május)
- Alekszandr Irhin (1998 júliusától)
- Pavel Szadirin (1999)
- Viktor Antyihovics (2000–2001)
- Alekszandr Afonyin (2001. július)
- Kurban Berdijev (2001. július)
- Valery Sorokin (2012-)